# 1727 Mette
1727 Mette este o planetă minoră (asteroid), cu un diametru de , din Mars-crossing asteroid[*]. A fost descoperită pe 25 ianuarie 1965 la Boyden Observatory⁠(d) de A. David Andrews⁠(d). 
Obiectul prezintă o orbită caracterizată de o semiaxă mare de 1,8539727 UAi, o excentricitate de 0,1, o înclinație de 22,89442 ° în raport cu ecliptica.